# Niphotragulus batesi
Niphotragulus batesi är en skalbaggsart som beskrevs av Hermann Julius Kolbe 1894. Niphotragulus batesi ingår i släktet Niphotragulus och familjen långhorningar.
Artens utbredningsområde är Malawi. Inga underarter finns listade i Catalogue of Life.